# Www.mimirada.com
www.mimirada.com, también conocido como su primer álbum homónimo, es el séptimo álbum de estudio del grupo Dinora y La Juventud, lanzado el 14 de junio de 2005 bajo el sello discográfico Platino Records. Es aquí en donde Salomón Guajardo regresa como el productor (después de producir su primer álbum de estudio en el 2000). De esta producción, se desprende su primer sencillo titulado "Un Par de Locos", mismo que interpreta a dueto con Lupe Esparza, vocalista de “El Gigante de América”. Además, se desprendieron otros cuatro sencillos: "Basta Ya", "Endúlzame Que Soy Café (Amor Sincero)", "Ojos Rojos" y "En Ti". Cabe destacar, que este es el primer álbum del grupo en el que lanzan cinco sencillos del mismo y en el que lanzan una edición de lujo.

## Producción y lanzamiento
El álbum fue producido totalmente por Salomón Guajardo (Integrante de Los Barón de Apodaca) quien produjo su primer álbum de estudio en el año 2000 (Una Nueva Dimensión Musical). Fue lanzado el 14 de junio de 2005 en su edición estándar y el 10 de abril de 2006 la edición de lujo, la cual contiene cuatro videos musicales de los últimos sencillos. El 10 de abril de 2005, el grupo lanza el primer sencillo titulado "Un Par de Locos", a dueto con Lupe Esparza. Este sencillo fue el único del que no se grabó ningún tipo de video musical. Tras esto, ponen en libertad los siguientes cuatro sencillos con sus respectivos videos, dando por terminada esta etapa en el 2006.

## Composición
Para el álbum se llegó al acuerdo de incluir un total de 10 canciones, de las cuales seis son originales y cuatro son covers. Marco Antonio Solís dio luz verde para que el grupo grabara los temas "Basta Ya" y "En Ti". Mario Torres regresa a colaborar con el grupo con el tema "Qué Hiciste" y Elio Espino con el tema "Perdona Mi Amor". Carla de Jesús Guajardo y Oscar Menchaca colaboraron con los temas "Ojos Rojos" y "Tus Malditas Mentiras", respectivamente. Dinora, además, interpretó temas conocidos como "Endúlzame Que Soy Café", de Henry Posada y "Cuando Pienso En Ti" de la inspiración de Alberto Castro y Jorge Vázquez. Finalmente, Edilberto Guerra participó en la composición del álbum con la canción "Difícil", siendo una de las más llamativas del álbum.

## Listado de canciones
| N.º | Título                                         | Escritor(es)                   | Duración |  |
| 1.  | «Un Par de Locos» (Dueto con Lupe Esparza)     | Álvaro Torres                  | 3:05     |  |
| 2.  | «Perdona Mi Amor»                              | Elio Espino                    | 3:29     |  |
| 3.  | «Endúlzame Que Soy Café» (A.K.A. Amor Sincero) | Henry Posada                   | 3:17     |  |
| 4.  | «Ojos Rojos»                                   | Carla de Jesús Guajardo        | 3:28     |  |
| 5.  | «Tus Malditas Mentiras»                        | Oscar Menchaca                 | 2:58     |  |
| 6.  | «En Ti»                                        | Marco Antonio Solís            | 2:48     |  |
| 7.  | «Cuando Pienso En Ti»                          | Alberto Castro • Jorge Vázquez | 2:59     |  |
| 8.  | «Basta Ya»                                     | Solís                          | 3:12     |  |
| 9.  | «Difícil»                                      | Edilberto Guerra               | 2:59     |  |
| 10. | «Qué Hiciste»                                  | Mario Torres                   | 2:50     |  |

- DVD Edición de lujo

| N.º | Título                                                        | Escritor(es) | Duración |  |
| 1.  | «Basta Ya» (Video musical)                                    | Solís        | 3:05     |  |
| 2.  | «Endúlzame Que Soy Café» (A.K.A. Amor Sincero (Video musical) | Posada       | 3:37     |  |
| 3.  | «Ojos Rojos» (Video musical)                                  | Henry Posada | 3:28     |  |
| 4.  | «En Ti» (Video musical)                                       | Solís        | 2:48     |  |